# Howard Dean
Howard Brush Dean III (East Hampton (New York), 17 november 1948) is een Amerikaans politicus namens de Democratische Partij. Hij is de voormalig gouverneur van Vermont, oud-voorzitter van het Democratisch Nationaal Comité en was een van de kandidaten voor de presidentsverkiezingen van 2004.

## Levensloop
Dean studeerde in 1971 af aan de Yale University en bracht de daarop volgende jaren door als beurshandelaar. In 1978 ontving hij zijn doctoraat in de geneeskunde aan het Albert Einstein College of Medicine en had een artsenpraktijk.
Dean begon zijn politieke carrière in 1982 toen hij voor de Democratische Partij gekozen werd in het Huis van Afgevaardigden van Vermont. Daarvan was hij tot 1986 lid. In dat jaar werd hij gekozen tot vicegouverneur van Vermont. Beide functies waren parttime zodat hij zijn artsenpraktijk kon aanhouden. In 1991 overleed gouverneur Richard A. Snelling aan een hartaanval. Daarna werd Dean nog vijfmaal op eigen kracht herkozen en was daarmee de een na langstzittende gouverneur in de geschiedenis van de staat Vermont.

### Gouverneur van Vermont
Tijdens zijn aantreden als gouverneur werd hij geconfronteerd met een financieel tekort van 60 miljoen dollar. Hij slaagde er ondanks verzet in zijn eigen partij in om een gesloten begroting te presenteren. Gedurende zijn gouverneurschap werd een groot deel van de staatsschuld afbetaald. Dean investeerde sterk in de gezondheidszorg en het percentage onverzekerden daalde van 12,7% in 1993 naar 8,4% in 2000.
Zijn meest controversiële beslissing was het aannemen van wetgeving waardoor partners van dezelfde sekse konden trouwen. Dean werd hiermee geconfronteerd nadat het hooggerechtshof van Vermont de staat er 20 december 1999 toe had veroordeeld dat personen van dezelfde sekse met elkaar moesten kunnen trouwen, of dat er een gelijk alternatief werd gecreëerd. Ondanks oproepen om de grondwet de veranderen tekende Dean 26 april 2000 wetgeving waardoor personen van dezelfde sekse konden trouwen. Deze actie hielp de Republikeinen overigens wel om de daarop volgende verkiezingen te winnen.

### Campagne voor presidentskandidaatschap

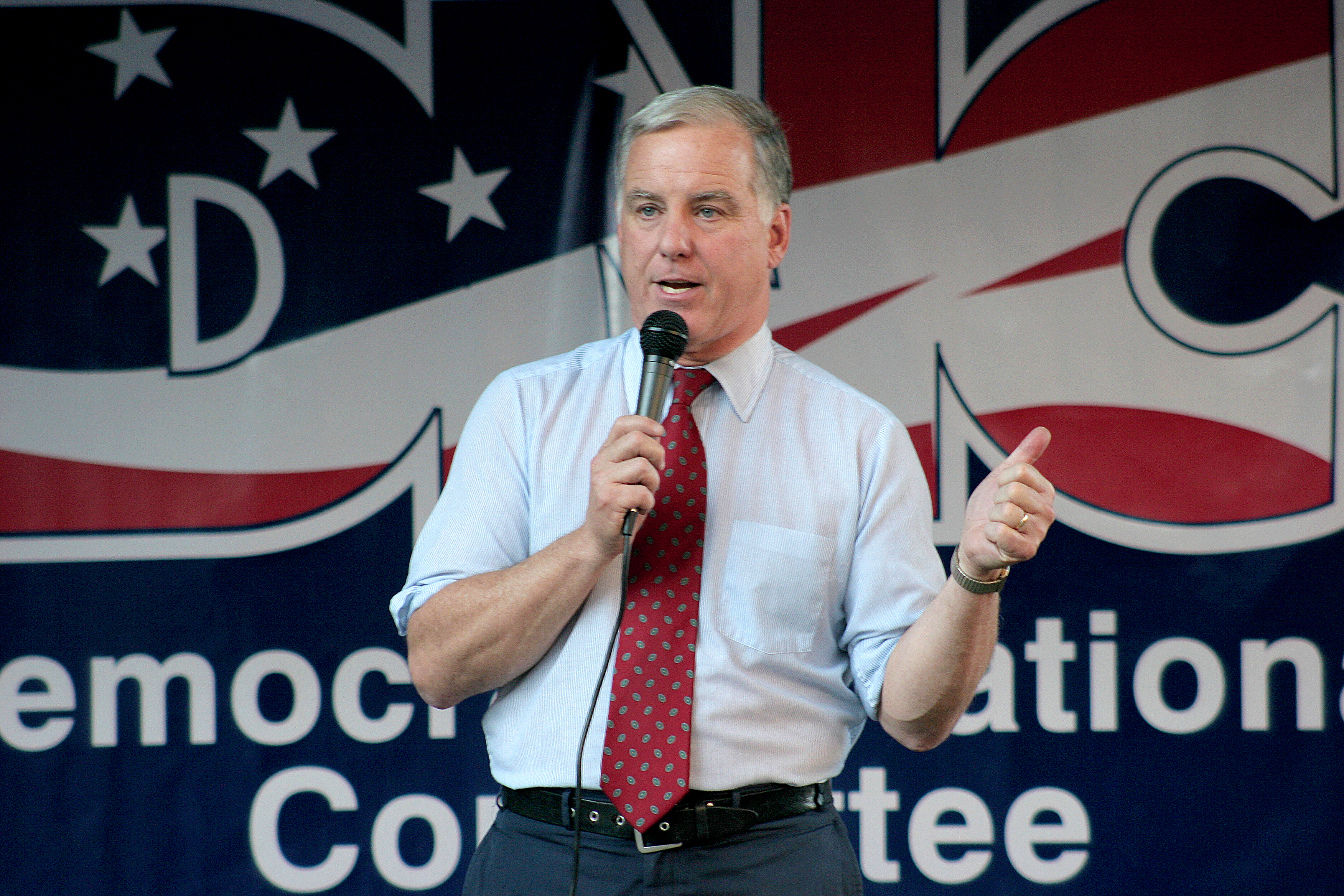
Howard Dean in 2006

Dean stelde zich in 2003 verkiesbaar voor het presidentschap van de Verenigde Staten. In januari 2004 werd Dean door veel commentatoren beschouwd als de koploper voor nominatie van de Democratische presidentskandidaat. Hij liep voorop in het inzamelen van geld voor zijn campagne en was sterk in enquêtes, waaronder een voorsprong van meer dan 10% in New Hampshire, de eerste voorverkiezingsstaat. Op 9 december 2003 kreeg hij de steun van Al Gore, voormalig vicepresident en presidentskandidaat in 2000. In januari 2004 kreeg hij de steun van senatoren Bill Bradley en Carol Moseley Braun, presidentskandidaten in 2000 en 2004.
Op 19 januari 2004 werd de campagne een slag toegebracht toen hij de eerste voorverkiezing in Iowa verloor, ondanks dat hij daar wekenlang koploper was geweest. Dean eindigde als derde (18%), na John Kerry (38%) en John Edwards (32%). Ook in de volgende voorverkiezingen bleef het beeld hetzelfde - Kerry lag duidelijk voor, Dean won geen enkele staat, en kwam nog na Edwards. Op 18 februari, na de voorverkiezingen van Wisconsin, maakte Dean bekend niet verder actief campagne te gaan voeren.

### Voorzitter Democratic National Committee
Dean werd op 15 februari 2005 gekozen als voorzitter van het Democratic National Committee, de partijorganisatie van de Democratische Partij. Hij had beloofd de partij te hervormen. Op dat moment zat de partij in een crisis vanwege de slechte verkiezingsresultaten. Dean stelde voor bij verkiezingen niet langer alleen te focussen op de swing states, maar alle staten.
Deze tactiek kwam bekend te staan als de 50-State Strategy. Daarvoor werkte hij nauw samen met de staatsafdelingen van de Democratische Partij voor het registreren van kiezers, werven van fondsen en zoeken van geschikte kandidaten. Onder leiding van Dean werden continu records gebroken op het gebied van fondswerving. Dean stuitte binnen de partij op verzet, maar de tactiek leek aan te slaan toen de Democraten in 2006 de meerderheid in het Huis van Afgevaardigden en in de Senaat behaalden. Tegelijkertijd was dit ook een gevolg van het slechte verloop van de Irakoorlog waar de Republikeinen voor het grote publiek hadden gefaald.
In januari 2009 trad Dean af als voorzitter. Hij werd opgevolgd door Tim Kaine. Tot verrassing van velen werd Dean niet gevraagd in het kabinet van de nieuwe president Barack Obama.

## Persoonlijk
Dean is getrouwd met arts Judith Steinberg Dean, in 1981. Ze gebruikt haar oorspronkelijke geboortenaam in hun praktijk om verwarring met haar man te voorkomen. Ze is Joods en heeft hun twee kinderen (Paul en Anne) joods opgevoed.
- Gemeinsame Normdatei: 129088781
- International Standard Name Identifier: 0000 0000 8415 4103
- Library of Congress Control Number: n92105459
- MusicBrainz: bbd45b75-b6a0-4914-888b-39d854f358be
- SNAC: w6tn82wb
- Système universitaire de documentation: 081337434
- Virtual International Authority File: 119416856
- WorldCat: E39PBJkT7PB4kWDGcF37D7vvHC